# Саєд Ахмед
Саєд Джафаар Ахмед (нар. 4 березня 1991) — бахрейнський футболіст, півзахисник клубу «Ар-Ріффа» та національної збірної Бахрейну.

## Клубна кар'єра
У дорослому футболі дебютував 2011 року виступами за команду клубу «Аш-Шабаб», в якій провів три сезони.
До складу клубу «Ар-Ріффа» приєднався 2014 року.

## Виступи за збірну
У 2012 році дебютував в офіційних матчах у складі національної збірної Бахрейну.
У складі збірної був учасником кубка Азії з футболу 2015 року в Австралії. На цьому турнірі забив переможний гол у фінальній грі проти збірної Катару (2:1), який приніс його команді єдину перемогу у змаганні, якої, втім, було недостатньо аби подолати груповий етап.
Наразі провів у формі головної команди країни 24 матчі, забивши 1 гол.